# Сенегалски папагал
Сенегалският папагал (Poicephalus senegalus) е вид папагал от род Poicephalus, който се характеризира със стабилни популации, обитаващи големи части от Западна Африка. Видът мигрира в рамките на Западна Африка в зависимост от наличието на пловоде, ядки и цветове, от които се състои диетата му. В Африка видът е смятан за вредител по селскостопанските култури, особено по царевицата и просото.

## Таксономия
Известни са три подвида на вида. Те не се различават по своето поведение, а само по цвета на „жилетката“. При търговията на сенегалски папагали като домашни любимци доминира номиналният подвид, въпреки че и другите два вида биват отглеждани и са в продажба.
- P. s. senegalus (номинален подвид): има жълта „жилетка“; естественото му местообитание се простира от южните части на Мавритания и Мали до Гвинея и Лобос (остров).[3]
- P. s. mesotypus: този подвид има оранжева „жилетка“; местообитанието му се простира от източна и североизточна Нигерия и Камерун до югозападен Чад.[3]
- P. s. versteri: подвидът има тъмнооранжева до червена „жилетка“;[4] местообитанието му се простира от Кот д'Ивоар и Гана на изток до Нигерия на запад.[3]

## Местообитание
Сенегалските папагали предпочитат откритите гористи местности и саваните. С изключение на Крамеровия папагал, сенегалският папагал е единственият вид, населяващ саваните и горските територии в Западна Африка. Видът е общителен, непрекъснато издава разнообразни сигнали като подсвирквания и кряскане. Сенегалските папагали живеят приблизително 25 – 30 години в дивата природа, а в плен са регистрирани случаи на живели до 50 години екземпляри.

## Физическо описание
Сенегалските папагали са дълги около 23 cm с тегло около 120 до 170 g. За ръста си имат относително голяма глава и клюн, а опашните им перата оформят къса и широка опашка. Възрастните имат сива глава и клюн и яркожълти ириси, зелен гръб и гърло и жълти области под крилете и около задните части. Жълтите и зелени части на гърдите на сенегалския папагал са разделени под формата на буквата V, което прилича на жълта „жилетка“, носена върху зеленото оперение. Младите индивиди имат тъмносиви, почти черни ириси, които се променят до светло сиво.
При сенегалските папагали не се наблюдава полов диморфизъм, но съществуват някои хипотези относно начините, по които се определя пола при възрастните птици от вида:
- V-формата на „жилетката“ е обикновено по-продълговата при женските; при тях зелената област се простира от гърдите до таза, докато при мъжките зеленото свършва по средата на торса.[3]
- Клюнът и главата на женската са като цяло малко по-малки и тесни от тези на мъжкия.[3]
- Перата в основата на опашката са обичайно по-жълти при мъжките и по-зелени при женските.[3]
- Мъжките са обикновено, но не винаги, по-едри и тежки от женските екземпляри.[3]

## Размножаване
Сенегалските папагали гнездят в дупки по дърветата, често палми от вида Elaeis guineensis, обикновено снасяйки 3 – 4 бели на цвят яйца. Яйцата са около 3 cm дълги и 2.5 cm широки. Яйцата се мътят от женската, след като тя снесе поне две, в продължение на 27 – 28 дни. Новоизлюпените са покрити с рехав бял пух и са слепи в продължение на 2 – 3 седмици след излюпването. Малките зависят от майка си за храна и топлина в продължение на 4 седмици след излюпването, когато малките вече имат достатъчно пера за да ги топлят. През този период мъжкият носи храна за женската и малките и защитава гнездото. Две до четири седмици след излюпването женската започва за кратко да напуска гнездото в търсене на храна, а малките напускат гнездото на около 9 седмици и стават напълно самостоятелни на около дванадесетата седмица след излюпването.

## Природозащитен статус
Поради широкото разпространение на дивия сенегалски папагал в западна Африка, е трудно да се оцени размерът на популацията му. Въпреки това през 1981 година опасенията, свързани с широко разпространената практика да се ловят дивите папагали за търговия с домашни любимци, е довела до включването на вида в Приложение 2 на Конвенцията за международна търговия на защитените видове, наред с всички други видове папагали. С това продажбата, вносът и износът на уловени в дивата природа папагали е инкриминирана.

## Отглеждане в плен

### Папагалите като домашни любимци
Отгледаните от ръка сенегалски папагали са един от най-популярните за отглеждане у дома папагали и най-популярният такъв представител на вида Poicephalus. Звуците, които издават, като цяло са високи подсвирквания и крясъци, но не толкова шумни, колкото много други видове папагали.
Уловените в природата папагали обикновено не се опитомяват и от тях не става добри домашни любимци.

### Развъждане в плен
Сенегалските папагали са относително лесни за развъждане в плен. В изкуствена среда папагалите могат да започнат да се размножават на 3-4-годишна възраст, но в някои случаи това може да се случи чак на 6-ата или дори 7-ата година.
Кутиите за гнездене, подходящи за сенегалски папагали, могат да варират по форма и размери, но например подходяща е кутия с височина 45 cm и основа 20 на 25 cm. Отвор, служещ за вход и изход към кутията с размери около 5 cm в диаметър, е достатъчен, като птиците могат да си го разширят, кълвейки дървото. Купените кутии за гнездене в общия случай е добре да разполагат с тайна странична вратичка за инспектиране на гнездото.

## Галерия
- Млад екземпляр в плен; ирисите му са сиви.
- Папагал, гледащ нагоре
- Кутия за гнездене на сенегалски папагал
- Яйце на сенегалски папагал 
(върху мрежа от по 1 cm)